# Slidredomen

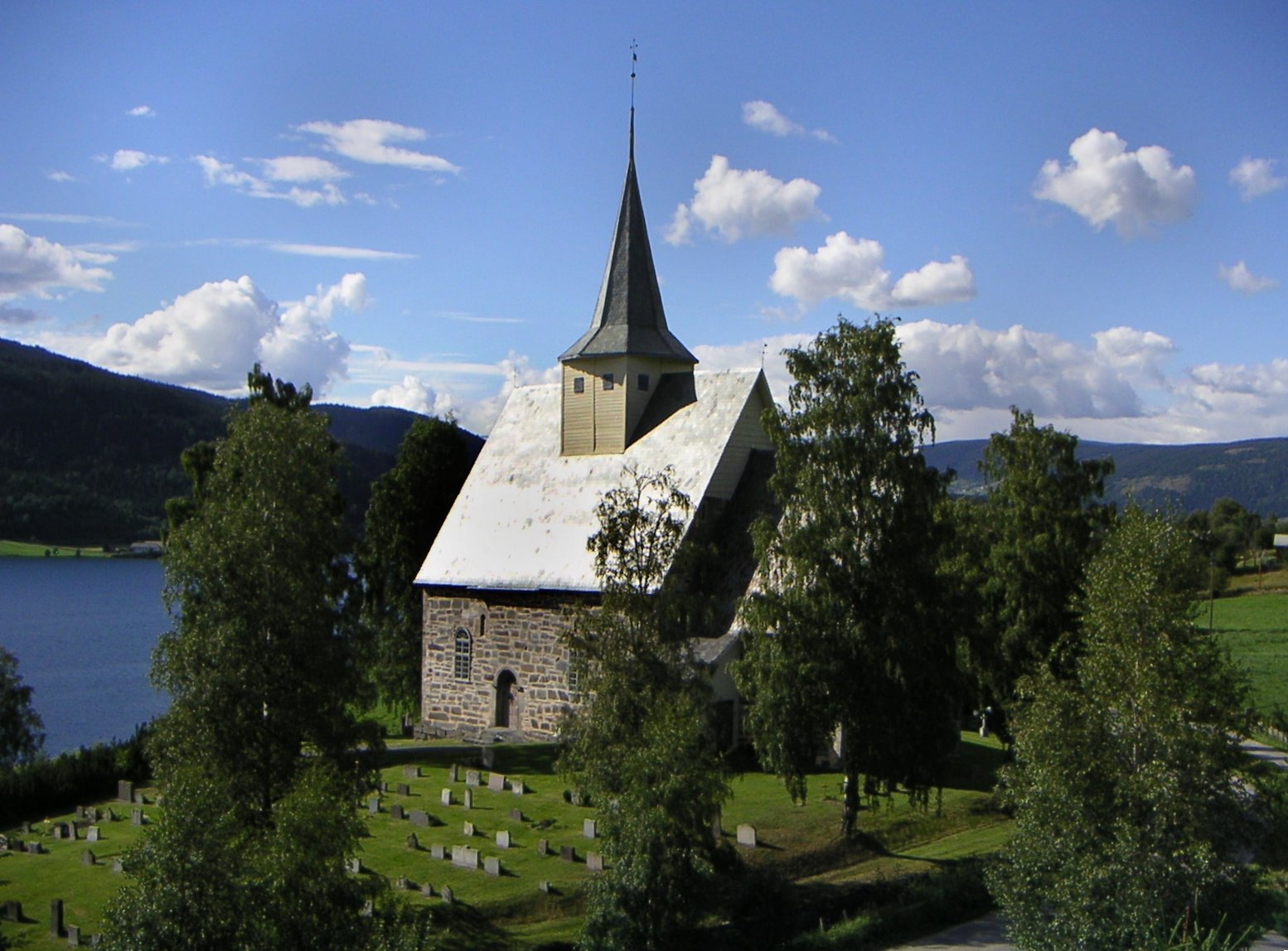
Slidredomen

Slidredomen ist eine Kapelle aus Stein. Sie befindet sich in der Gemeinde Vestre Slidre, Innlandet in Norwegen, und wurde im 11. Jahrhundert erbaut.